# モンゴル貿易開発銀行
モンゴル貿易開発銀行（モンゴルぼうえきかいはつぎんこう、英語: Trade and Development Bank of Mongolia、モンゴル語: Худалдаа Хөгжлийн Банк）は、モンゴル国の商業銀行。

## 概要
元々はモンゴルの中央銀行であるモンゴル銀行の貿易部門が、モンゴルの民主化に伴い1990年に商業銀行部門を6行に分離独立した際に、その中の一行として設立された。2002年に株式の過半数が民間に売却され民営化された。
ハーン銀行、ゴロムト銀行と並ぶモンゴル三大商業銀行の一つである。
2018年末の総資産は7.8兆モンゴルトゥグルグ（約312億円）、業務純益で2,381億モンゴルトゥグルグ（約95億円）、純利益は689億モンゴルトゥグルグ（約27億円）。
2014年7月23日には東京・丸の内に駐在員事務所を開設。